# Virtua Tennis (seria)
Virtua Tennis – seria komputerowych gier sportowych o tematyce tenisowej. Pierwsza część serii przeznaczona na konsolę Dreamcast została wydana w 2000 przez Segę. Ostatnia, Virtua Tennis 4, ukazała się w 2011 na PlayStation 3, Xboksa 360 i Microsoft Windows.

## Lista gier
- Virtua Tennis
- Virtua Tennis 2
- Virtua Tennis: World Tour
- Virtua Tennis 3
- Virtua Tennis 2009
- Virtua Tennis 4[1][4]